# Leusoali'i
Leusoali'i è un villaggio delle Samoa Americane appartenente alla contea di Fitiuta del Distretto Manu'a.